# Torsten Weishaupt
Torsten Weishaupt es un deportista alemán que compitió en remo. Ganó una medalla de bronce en el Campeonato Mundial de Remo de 1994, en la prueba de cuatro scull.

## Palmarés internacional
| Campeonato Mundial | Campeonato Mundial            | Campeonato Mundial | Campeonato Mundial |
| Año                | Lugar                         | Medalla            | Prueba             |
| ------------------ | ----------------------------- | ------------------ | ------------------ |
| 1994               | Indianápolis (Estados Unidos) | Medalla de bronce  | Cuatro scull       |